# Filip Prokopyszyn
Filip Kazimierz Prokopyszyn (Zielona Góra, 10 de agosto de 2000) es un deportista polaco que compite en ciclismo en la modalidad de pista.
En los Juegos Europeos de Minsk 2019 obtuvo una medalla de plata en la carrera de scratch. Ganó una medalla de bronce en el Campeonato Europeo de Ciclismo en Pista de 2019, en la prueba de eliminación

## Medallero internacional
| Juegos Europeos    | Juegos Europeos           | Juegos Europeos   | Juegos Europeos |
| Año                | Lugar                     | Medalla           | Competición     |
| ------------------ | ------------------------- | ----------------- | --------------- |
| 2019               | Minsk ( Bielorrusia)      | Medalla de plata  | Scratch         |
| Campeonato Europeo |                           |                   |                 |
| Año                | Lugar                     | Medalla           | Competición     |
| 2019               | Apeldoorn ( Países Bajos) | Medalla de bronce | Eliminación     |